# Blurred Lines
"Blurred Lines" é uma canção do cantor norte-americano Robin Thicke, gravada para o seu sexto álbum de estúdio com o mesmo nome. Conta com a participação dos rappers T.I. e Pharrell Williams, sendo que a sua composição esteve a cargo dos três intervenientes e produção de Williams. Foi lançado em 26 de março de 2013 em formato digital na iTunes Store pela Star Trak, servindo como primeiro single do disco. No dia 25 de agosto, Thicke se apresentou sem Williams a música no MTV Video Music Awards de 2013 ao lado de Miley Cyrus. Sua performance ao lado de Cyrus causou polêmica após a cantora rebolar no próprio.
Em setembro de 2014, Robin Thicke confessou ter mentido sobre a autoria de "Blurred Lines" por se encontrar drogado. Thicke confirmou ter estado presente nas gravações mas acrescentou ter sido um "acaso" estar no estúdio durante a feitura da canção. "Queria ter estado mais envolvido do que na altura. Nove meses depois quando se tornou um êxito, quis os meus créditos". Thicke confessou ter começado a convencer-se que "tinha participado mais do que na realidade" por pretender "créditos sobre um grande êxito". No entanto, assegura, "foi Pharrell quem trouxe o beat e escreveu quase todas as partes da canção".
A canção tornou-se objeto de uma amarga disputa legal com a família do cantor americano Marvin Gaye e Bridgeport Music, que argumentaram que a música infringiu os direitos autorais do single de 1977 de Gaye, "Got to Give It Up". Williams e Thicke foram considerados responsáveis por violação de direitos autorais por um júri federal em março de 2015, e Gaye recebeu crédito póstumo de composição com base nos royalties prometidos ao seu espólio.

## Faixas e formatos
| Descarga digital |                                       |         |  |
| N.º              | Título                                | Duração |  |
| 1.               | "Blurred Lines" (com T.I. & Pharrell) | 4:22    |  |

| CD single      |                                                             |         |  |
| N.º            | Título                                                      | Duração |  |
| 1.             | "Blurred Lines" (com T.I. & Pharrell)                       | 4:22    |  |
| 2.             | "Blurred Lines" (Laidback Luke Remix) (com T.I. & Pharrell) | 4:39    |  |
| Duração total: | Duração total:                                              | 9:01    |  |

| EP  |                                                             |         |  |
| N.º | Título                                                      | Duração |  |
| 1.  | "Blurred Lines" (com T.I. & Pharrell)                       | 4:23    |  |
| 2.  | "Blurred Lines" (Laidback Luke Remix) (com T.I. & Pharrell) | 4:40    |  |
| 3.  | "When I Get You Alone"                                      | 3:36    |  |
| 4.  | "Lost Without U"                                            | 4:14    |  |
| 5.  | "Magic"                                                     | 3:53    |  |
| 6.  | "Sex Therapy"                                               | 4:35    |  |

## Desempenho nas tabelas musicais

### Posições
| Tabela musical (2013)                            | Melhor posição |
| ------------------------------------------------ | -------------- |
| Alemanha - Media Control AG                      | 1              |
| Austrália - ARIA Singles Chart                   | 1              |
| Áustria - Ö3 Austria Top 75                      | 1              |
| Bélgica - Ultratop (Flandres)                    | 1              |
| Bélgica - Ultratop (Valónia)                     | 2              |
| Brasil (Brasil Hot 100 Airplay)                  | 42             |
| Brasil (Brasil Hot Pop Songs)                    | 12             |
| Canadá - Canadian Hot 100                        | 1              |
| Dinamarca - Tracklisten                          | 2              |
| Escócia - Scottish Singles Chart                 | 1              |
| Eslováquia - IFPI                                | 20             |
| Espanha - PROMUSICAE                             | 6              |
| Estados Unidos - Billboard Hot 100               | 1              |
| Estados Unidos - Billboard R&B/Hip-Hop Songs     | 1              |
| Estados Unidos - Billboard Dance/Club Play Songs | 19             |
| Estados Unidos - Billboard Pop Songs             | 4              |
| Estados Unidos - Billboard Adult Pop Songs       | 17             |
| França - SNEP                                    | 1              |
| Hungria - Rádiós Top 40                          | 2              |
| Irlanda - IRMA                                   | 1              |
| Itália - FIMI                                    | 2              |
| Japão - Japan Hot 100                            | 32             |
| Nova Zelândia - RIANZ                            | 1              |
| Noruega - VG-lista                               | 5              |
| Países Baixos - Mega Single Top 100              | 1              |
| Polónia - ZPAV                                   | 31             |
| Portugal - Portugal Digital Songs                | 2              |
| Chéquia - IFPI Česká Republika                   | 10             |
| Reino Unido - UK Singles Chart                   | 1              |
| Suécia - Sverigetopplistan                       | 9              |
| Suíça - Schweizer Hitparade                      | 1              |

### Certificações
| País           | Provedor | Certificação |
| -------------- | -------- | ------------ |
| Alemanha       | BVMI     | Ouro         |
| Austrália      | ARIA     | 4× Platina   |
| Bélgica        | IFPI     | Ouro         |
| Dinamarca      | IFPI     | Platina      |
| Estados Unidos | RIAA     | 7× Platina   |
| Itália         | FIMI     | Platina      |
| Nova Zelândia  | RIANZ    | 4× Platina   |
| Suíça          | IFPI     | Platina      |

## Histórico de lançamento
| País           | Data                | Formato          | Editora discográfica  |
| -------------- | ------------------- | ---------------- | --------------------- |
| Austrália      | 26 de março de 2013 | Descarga digital | Star Trak, Interscope |
| Áustria        | 26 de março de 2013 | Descarga digital | Star Trak, Interscope |
| Brasil         | 26 de março de 2013 | Descarga digital | Star Trak, Interscope |
| França         | 26 de março de 2013 | Descarga digital | Star Trak, Interscope |
| Estados Unidos | 26 de março de 2013 | Descarga digital | Star Trak, Interscope |
| Nova Zelândia  | 26 de março de 2013 | Descarga digital | Star Trak, Interscope |
| Portugal       | 26 de março de 2013 | Descarga digital | Star Trak, Interscope |
| Suíça          | 26 de março de 2013 | Descarga digital | Star Trak, Interscope |
| Estados Unidos | 21 de maio de 2013  | Rádio mainstream | Star Trak, Interscope |
| Alemanha       | 31 de maio de 2013  | CD single        | Star Trak, Interscope |